# Frederick Rolfe

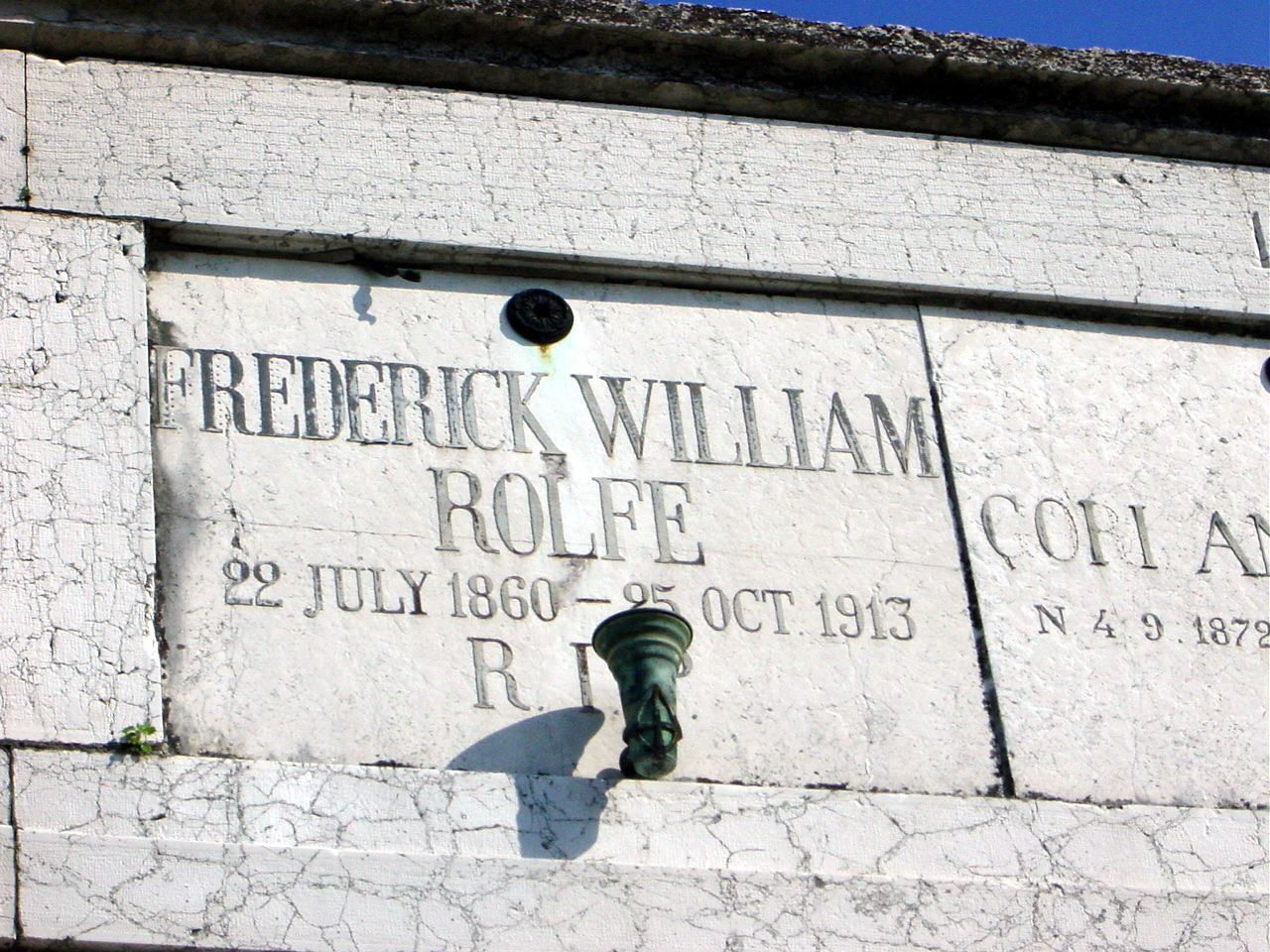
Rolfes grav i San Michele, Venedig

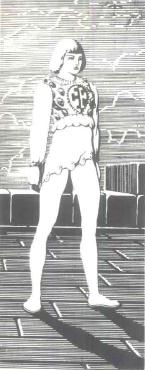
Romanfiguren Don Tarquinio

Frederick William Rolfe, mer känd som Baron Corvo, född 22 juli 1860 i Cheapside, London, död 25 oktober 1913, var en engelsk författare, konstnär, fotograf och excentriker. Han är mest känd för romaner, där hans alter ego ofta ingår i handlingen: Stories Toto Told Me (1898), Hadrian the Seventh (1904), där han porträtterar sig själv som en engelsman vid namn George Arthur Rose, Nicholas Crabbe (skriven 1900–1904, publicerad 1958) samt The Desire and Pursuit of the Whole (skriven 1910–1913, återfunnen och nypublicerad 1934).